# Air Class Líneas Aéreas
Air Class Líneas Aéreas est une Compagnie aérienne basée à Montevideo, en Uruguay. Elle propose des vols commerciaux de passagers, des vols charters et des vols cargo. Elle opère depuis l'Aéroport international de Carrasco, de Montevideo.

## Histoire
La compagnie aérienne est fondée en 1996 par Daniel Gonzalez et Daniel Hernandez.
Elle commence ses opérations en 1997, et son premier vol régulier démarre dès 2000 avec la ligne Montevideo-Buenos Aires. 
Le 2 avril 2012, elle obtient l'autorisation par le Ministère de la Défense d'Uruguay d'effectuer des vols réguliers à destination des Îles Malouines.

## Destinations
En mars 2007, Air Class Líneas Aéreas assurait des vols de passagers et de fret entre Montevideo et Buenos Aires, de même que des vols charters vers l'Argentine, le Brésil, le Paraguay et le Chili. La compagnie aérienne est en contrat avec DHL et certains de ses appareils portent le logo DHL.

## Flotte
En juin 2011, Air Class acquiert son plus gros appareil, un Boeing 727. Équipé pour le fret, cet appareil appartenait auparavant à DHL, et est désormais repeint aux couleurs d'Air Class.
En décembre 2011, la flotte d'Air Class Líneas Aéreas comprenait les appareils suivants:
- 1 × Embraer EMB 110P1 Bandeirante
- 3 × Fairchild SA227AC Metro III
- 1 × Boeing 727-214